# London Town
《London Town》은 영국과 미국의 록 밴드 윙스의 여섯 번째 스튜디오 음반이다. 이 음반은 전작인 《Wings at the Speed of Sound》 이후 2년 만인 1978년 3월에 발매되었다. 이 음반은 린다 매카트니가 그녀와 폴 매카트니의 넷째 아이를 임신하고 윙스 멤버 두 명이 떠난 후 밴드가 폴, 린다, 데니 레인으로 구성된 트리오로 떠나면서 1977년 밴드의 투어 계획이 취소되는 길고 격동적인 임신 기간을 가졌다. 녹음 세션은 주로 런던의 애비 로드 스튜디오와 버진 제도의 고급 요트를 타고 1년 동안 간헐적으로 진행되었다.
《London Town》은 영국과 미국에서 상위 5위 안에 들었다. 그러나 윙스의 이전 세 음반의 성공을 재현하지 못했고, 음악 평론가들로부터 대부분 불리한 평가를 받았다. 리드 싱글인 〈With a Little Luck〉은 미국에서 1위를 차지했지만, 이후 음반의 싱글들은 약간의 차트 성공만을 거두었다. 또한 1977년 비음반 싱글 〈Mull of Kintyre〉도 세션 중에 녹음되었으며, 이 싱글은 1984년까지 영국 차트 역사상 가장 많이 팔린 싱글이었으며 오늘날까지 영국에서 가장 많이 팔린 비자선 싱글로 남아 있다.

## 발매
싱글 〈With a Little Luck〉은 3월 31일, 음반의 리드 싱글로 발매되어 미국에서 1위 히트를 기록했다.
그 음반의 노래 〈Girlfriend〉는 이후 미국의 팝스타 마이클 잭슨이 1979년 음반 《Off the Wall》에서 커버했다.
1993년, 《London Town》은 《The Paul McCartney Collection》 시리즈의 일환으로 리마스터링되어 CD로 재발매되었다. 보너스 트랙으로 〈Mull of Kintyre〉와 〈Girls' School〉이 추가되었다.
데니 레인은 1996년 음반 《Wings at the Sound of Denny Laine》에 〈Children Children〉과 〈Deliver Your Children〉의 버전을 수록했다.

## 평가
| 전문가 평가                    | 전문가 평가  |
| 평가 점수                      | 평가 점수    |
| 출처                           | 점수         |
| ------------------------------ | ------------ |
| AllMusic                       | [ 6 ]        |
| Christgau's Record Guide       | B            |
| The Essential Rock Discography | 5/10         |
| MusicHound Rock                | [ 9 ]        |
| Q                              | [ 10 ]       |
| Rolling Stone                  | (favourable) |
| The Rolling Stone Album Guide  | [ 12 ]       |

《London Town》은 음악 평론가들로부터 대체로 불리한 평가를 받았다. 《글로브 앤드 메일》은 "윙스는 여전히 가장 지속적으로 비효율적인 록 밴드 중 하나입니다... 매카트니가 기타를 치며 아이들에게 노래를 부를 때는 음반이 좋지만, 윙스가 무거운 사운드를 맡으면 효과가 없습니다."라고 언급했다. 《뉴욕 타임스》는 "음악은 프라임 매카트니입니다 ... 그의 곡조와 고전적으로 단순하지만 영리한 편곡에 대한 귀는 여전히 예리하며, 그 결과는 종종 즐겁습니다."라고 썼다.
차트에서는 영국에서 4위, 미국에서 2위를 기록하며 100만 장 이상 판매되고 플래티넘을 기록했다. 이 음반은 발매 당일 오스트레일리아에서 플래티넘 인증을 받았다.
그러나 처음에는 순조로운 출발을 보였던 《London Town》은 윙스의 이전 발매작들보다 더 강력한 힘을 발휘하지 못했다. 음반의 후속 싱글인 〈I've Had Enough〉와 타이틀곡은 비교적 작은 히트곡이 되었다. 이 음반은 윙스의 상업적 정점이 끝나고 매카트니에게 작은 상업적 침체의 시작을 알렸다.

## 곡 목록
모든 곡들은 특별한 언급이 없는 한 폴 매카트니에 의해 작사/작곡하였다.
| #  | 제목                      | 작사·작곡           | 재생 시간 |
| -- | ------------------------- | ------------------- | --------- |
| 1. | 〈London Town〉           | 매카트니, 데니 레인 | 4:10      |
| 2. | 〈Cafe on the Left Bank〉 |                     | 3:25      |
| 3. | 〈I'm Carrying〉          |                     | 2:44      |
| 4. | 〈Backwards Traveller〉   |                     | 1:07      |
| 5. | 〈Cuff Link〉             |                     | 2:03      |
| 6. | 〈Children Children〉     | 매카트니, 레인      | 2:20      |
| 7. | 〈Girlfriend〉            |                     | 4:31      |
| 8. | 〈I've Had Enough〉       |                     | 3:02      |

| #  | 제목                               | 작사·작곡      | 재생 시간 |
| -- | ---------------------------------- | -------------- | --------- |
| 1. | 〈With a Little Luck〉             |                | 5:45      |
| 2. | 〈Famous Groupies〉                |                | 3:34      |
| 3. | 〈Deliver Your Children〉          | 매카트니, 레인 | 4:17      |
| 4. | 〈Name and Address〉               |                | 3:07      |
| 5. | 〈Don't Let It Bring You Down〉    | 매카트니, 레인 | 4:34      |
| 6. | 〈Morse Moose and the Grey Goose〉 | 매카트니, 레인 | 6:27      |

## 인증
| 국가                                                  | 인증     | 판매량/출하량 |
| ----------------------------------------------------- | -------- | ------------- |
| 오스트레일리아 (ARIA)                                 | 플래티넘 | 50,000^       |
| 프랑스 (SNEP)                                         | 골드     | 100,000*      |
| 독일 (BVMI)                                           | 골드     | 250,000^      |
| 일본 (오리콘 차트)                                    | —        | 86,000        |
| 네덜란드 (NVPI)                                       | 플래티넘 | 100,000^      |
| 영국 (BPI)                                            | 골드     | 100,000^      |
| 미국 (RIAA)                                           | 플래티넘 | 1,000,000^    |
| *판매량을 기반으로 한 인증 ^출하량을 기반으로 한 인증 |          |               |